# عبد الله محمد أبو الغيث
عبدالله محمد أبو الغيث قيقب، سياسي ونقابي وتربوي يمني. شغل عدد من المناصب التربوية والسياسية، منها محافظ محافظة الحديدة ونائب رئيس مجلس الشورى (حاليًا). من مواليد 19 ديسمبر 1960، مديرية اللحية، محافظة الحديدة. حاصل على درجة البكالوريوس من كلية التربية بجامعة صنعاء عام 1987 و تمهيدي ماجستير مناهج وطرق تدريس.

## مناصب ووظائف

### شغل أبو الغيث عدد من الوظائف التربوية والنقابية والسياسية، نذكر منها:[1][2]
مدير مجمع تربوي إعدادي ثانوي.
مدير معهد معلمين ثم مدير عام الثقافة والنشاط بالإدارة العامة للمعاهد العلمية.
مدير عام الشئون التعليمية ثم مدير عام الشئون الفنية بالإدارة العامة للمعاهد العلمية.
مستشار وزير التربية والتعليم.
تلقى العديد من الدورات التدريبية التربوية والقيادية.
رئيس نقابة المعلمين بمحافظة الحديدة.
رئيس نقابة المعلمين اليمنيين بالجمهورية.
عضو في عدد من منظمات المجتمع المدني والعمل الإغاثي والإنساني.
عُيِّن في عام 2016 محافظاً لمحافظة الحديدة لمدة 3 أشهر، ثم أعيد تعيينه في عام 2017 في نفس المنصب .
عُيِّن في عام 2021 نائباً لرئيس مجلس الشورى.

### وفي المجال التنظيمي
عضو مؤسس لحزب المؤتمر الشعبي العام ثم عضو مؤسس للتجمع اليمني للإصلاح.
شارك في عدد من المؤتمرات داخل وخارج الوطن.